# Saint-Appolinard (Isère)
Saint-Appolinard is een gemeente in het Franse departement Isère (regio Auvergne-Rhône-Alpes) en telt 319 inwoners (1999). De plaats maakt deel uit van het arrondissement Grenoble.

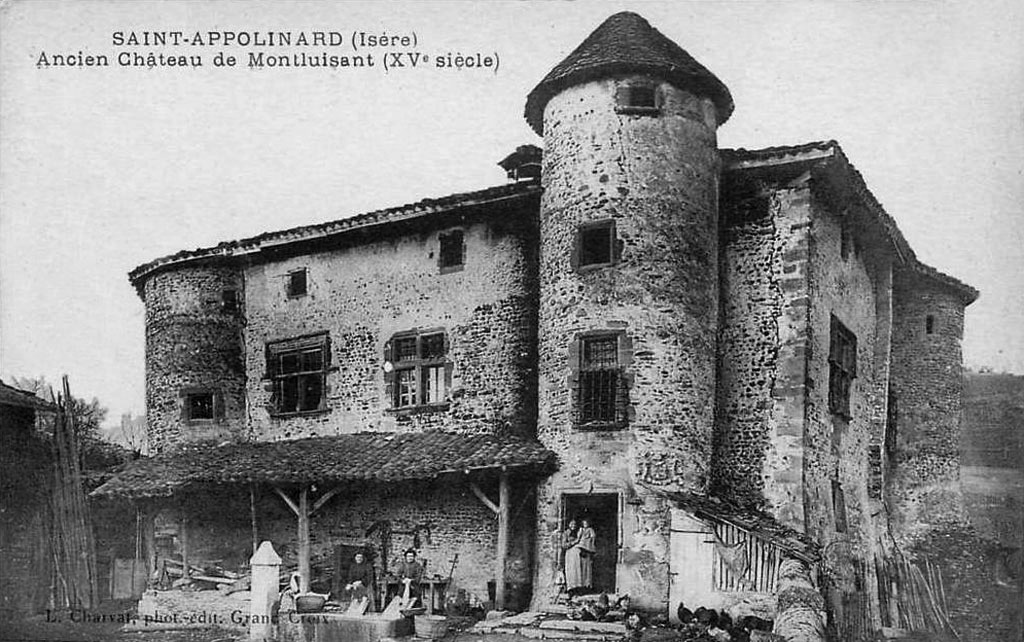
Château de Montluisant
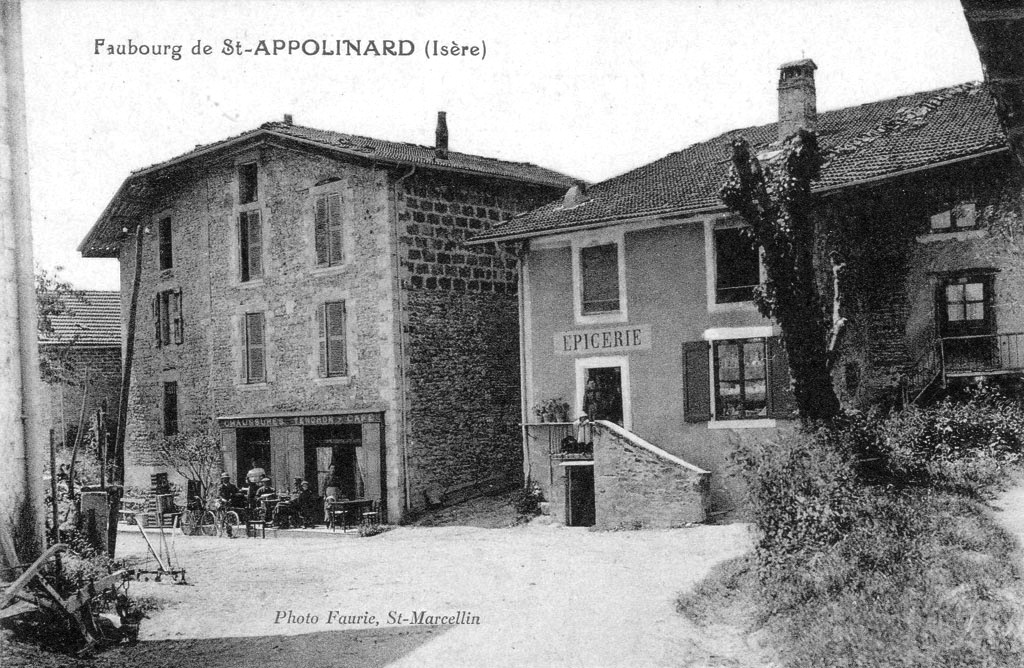
Kruidenier

## Geografie
De oppervlakte van Saint-Appolinard bedraagt 10,7 km², de bevolkingsdichtheid is 29,8 inwoners per km².
De onderstaande kaart toont de ligging van Saint-Appolinard (Isère) met de belangrijkste infrastructuur en aangrenzende gemeenten.

## Demografie
Onderstaande figuur toont het verloop van het inwonertal (bron: INSEE-tellingen).

1. ↑  Populations de référence 2022.